# Palazzo della Sprugola
Il palazzo della Sprugola si trova in via Colombo 165, all’incrocio con via dei Mille, alla Spezia.

## Storia
L’intenso sviluppo della città nel XX secolo aveva richiesto la stesura di un nuovo piano regolatore con la tracciatura di un reticolo stradale all’esterno dell’antico nucleo medievale.   
Il palazzo prende il nome dalla zona della città rimasto ancora libero da edifici perché ricco di acque risorgive, le cosiddette sprugole spezzine.

Il progetto di uno stabile per civili abitazioni era stato affidato all’architetto Raffaello Bibbiani che, nonostante le peculiarità del terreno, lo concluse nel 1935.

## Architettura
Il palazzo, esempio di architettura razionalista, si articola su sei piani mentre al piano stradale sono locali per negozi e attività commerciali.
Il paramento sulle due facciate è articolato da alte modanature che racchiudono diverse campiture di colore. I balconi d’angolo hanno i terminali arrotondati, particolare ripreso dalle cornicione fortemente aggettante del tetto.
Particolarmente interessante è l’apparato decorativo déco del prospetto su via Colombo, dovuto allo scultore Magli: ai due lati estremi del primo piano sono le figure simmetriche della Ninfa Sprugola che da un’anfora versa acqua ricordando con le scritte scolpite la presenza originaria della polla d’acqua.
La figura di sinistra è accompagnata dalla scrittaTibi incoacta sub imposita mole denuo effusa divoque, lympha patrum exorior mentre quella di destra reca la scritta Numen adsum indigete hic Sprugola. Civis esto, perpetue mane, valeque qui bibis .